# 蔡來興
蔡來興（1943年4月—），上海人，中国香港企业家。

## 生平
蔡來興1943年4月出生于上海市，他在加入上海實業集團前，畢業於上海同济大学，80年代，已加入上海市政府副秘书长，分管计划、财政、金融及研究等综合经济工作和上海市计划委员会副主任兼浦东开发办公室副主任、市政府研究室主任等职。
直至1995年到2008年，加入上海實業集團董事長。1996年，他成功分拆上海實業控股(0363.HK)在香港交易所主版上市。
除此之外，他還是香港中華總商會及中国人民政治协商会议全国委员会委员。